# Bodeaciv, Kiverți
Bodeaciv (în ucraineană Бодячів) este un sat în comuna Sokîrîci din raionul Kiverți, regiunea Volînia, Ucraina.

## Demografie
Componența lingvistică a localității Bodeaciv
     Ucraineană (99,25%)
     Alte limbi (0,56%)
Conform recensământului din 2001, majoritatea populației localității Bodeaciv era vorbitoare de ucraineană (99,25%), existând în minoritate și vorbitori de alte limbi.